# Cengiz Işık
Mehmet Cengiz Işık (* 1949 in Malatya) ist ein türkischer Klassischer Archäologe.

## Leben
Cengiz Işık, Bruder des Archäologen Fahri Işık, studierte ab 1969 an der Universität Ankara bei Baki Öğün. 1977 wurde er dort Assistent und 1981 promoviert. Von 1990 bis zu seinem Ruhestand 2005 lehrte er an der Akdeniz Üniversitesi in Antalya, danach an der Başkent Üniversitesi in Ankara.
Von 2000 bis 2020 leitete er in Nachfolge von Baki Öğün die Ausgrabungen in Kaunos.

## Veröffentlichungen (Auswahl)
- mit Christian Marek: Das Monument des Protogenes in Kaunos (= Asia Minor Studien. Bd. 26). Habelt, Bonn 1997, ISBN 3-7749-2815-0.
- mit Baki Öğün: Kaunos – Kbid. The results of 35 years of research (1966–2001). Izmir 2001. ISBN 975-93042-3-6.
- Die Wandmalereien in der Grabkammer des Hekatomneions. Beobachtungen zu Figurentypen, zur Komposition, Ikonographie und zum Stil (= Asia Minor Studien. Bd. 91). Habelt, Bonn 2019, ISBN 978-3-7749-4185-4.